# Antichan
Antichan (gaskognisch Antishan) ist eine französische Gemeinde mit 40 Einwohnern (Stand 1. Januar 2022) im Département Hautes-Pyrénées in der Region Okzitanien; sie gehört zum Arrondissement Bagnères-de-Bigorre und zum Gemeindeverband Neste Barousse. Seine Bewohner nennen sich Antichanois/Antichanoises.

## Geografie
Antichan liegt in den Pyrenäen, rund 20 Kilometer südöstlich der Stadt Lannemezan im Osten des Départements Hautes-Pyrénées. Die Gemeinde besteht aus dem Dorf Antichan sowie der Häusergruppe Piqué. Weite Teile der Gemeinde sind Bergland und bewaldet. Die Ourse durchzieht die Gemeinde nordwärts und bildet teilweise die westliche Gemeindegrenze. Höchster Punkt der Gemeinde ist der Soulas. Antichan liegt abseits von bedeutenden Verkehrswegen.

## Geschichte
Der Ort wurde erstmals indirekt als a Antissa um 1235/1236 in Unterlagen aus Bonnefont erwähnt. Im Mittelalter lag der Ort innerhalb der Grafschaft Barousse in der Region Armagnac, die ein Teil der Provinz Gascogne war. Die Gemeinde gehörte von 1793 bis 1801 zum District La Barthe. Zudem lag Antichan von 1793 bis 2015 im Kanton Mauléon-Barousse. Die Gemeinde ist seit 1801 dem Arrondissement Bagnères-de-Bigorre zugeteilt.

## Bevölkerungsentwicklung
| Jahr                       | 1962 | 1968 | 1975 | 1982 | 1990 | 1999 | 2006 | 2014 | 2020 |
| Einwohner                  | 42   | 50   | 41   | 31   | 21   | 27   | 29   | 34   | 40   |
| Quellen: Cassini und INSEE |      |      |      |      |      |      |      |      |      |

## Sehenswürdigkeiten
- Kirche Saint-Saturnin mit Pyxis aus dem 13./14. Jahrhundert, seit 1984 als Monument historique ausgewiesen[1]
- Andachtskapelle und Gebetshaus
- Gedenkplatte für die Gefallenen[2]
- Brunnen aus dem Jahr 1813
- Wegkreuz Croix de mission und mehrere weitere Wegkreuze
- Lavoir (ehemaliges Waschhaus)
- Klauenstand am Dorfeingang

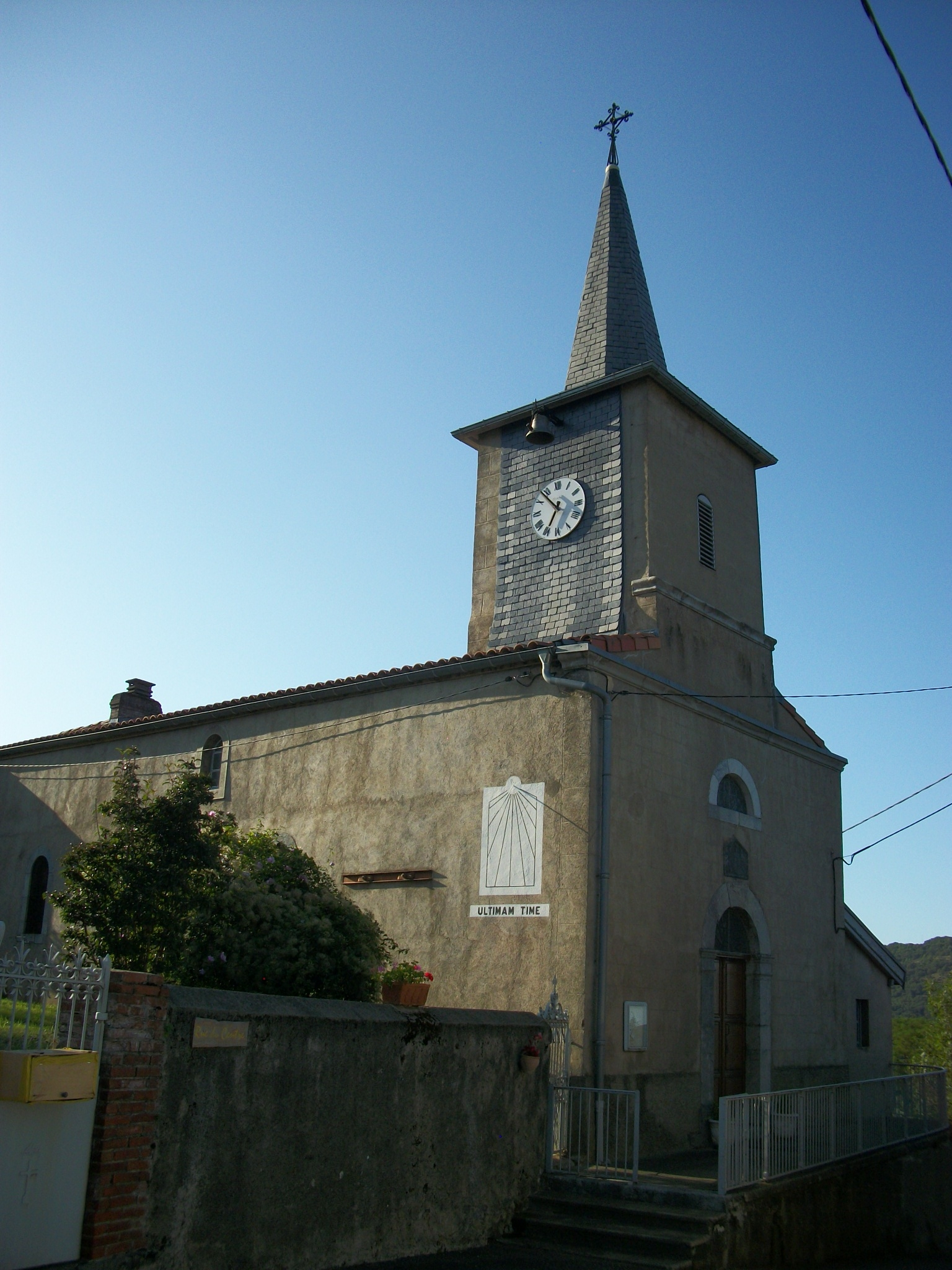
Kirche Saint-Saturnin
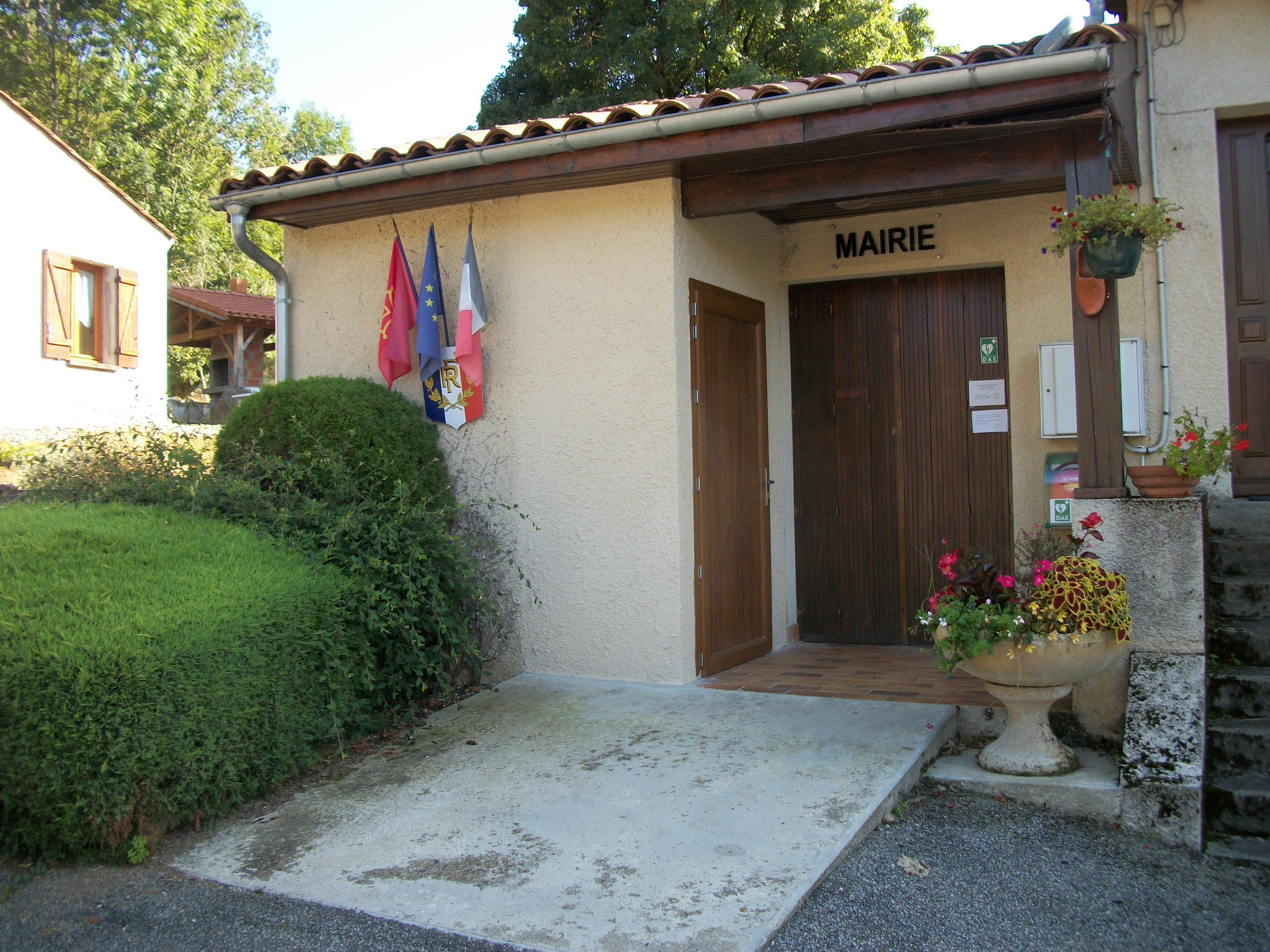
Rathaus (mairie)
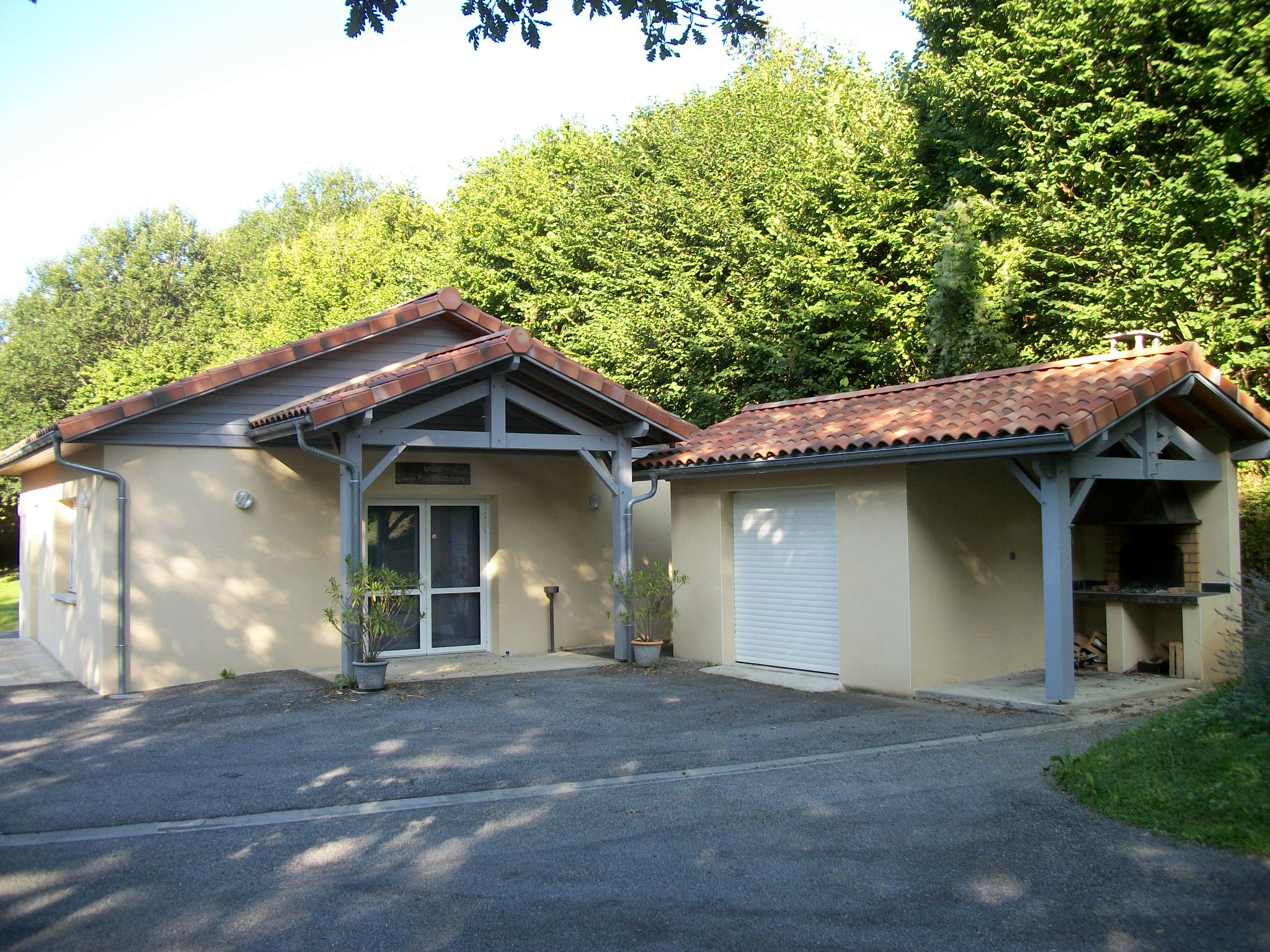
Gemeindefesthalle
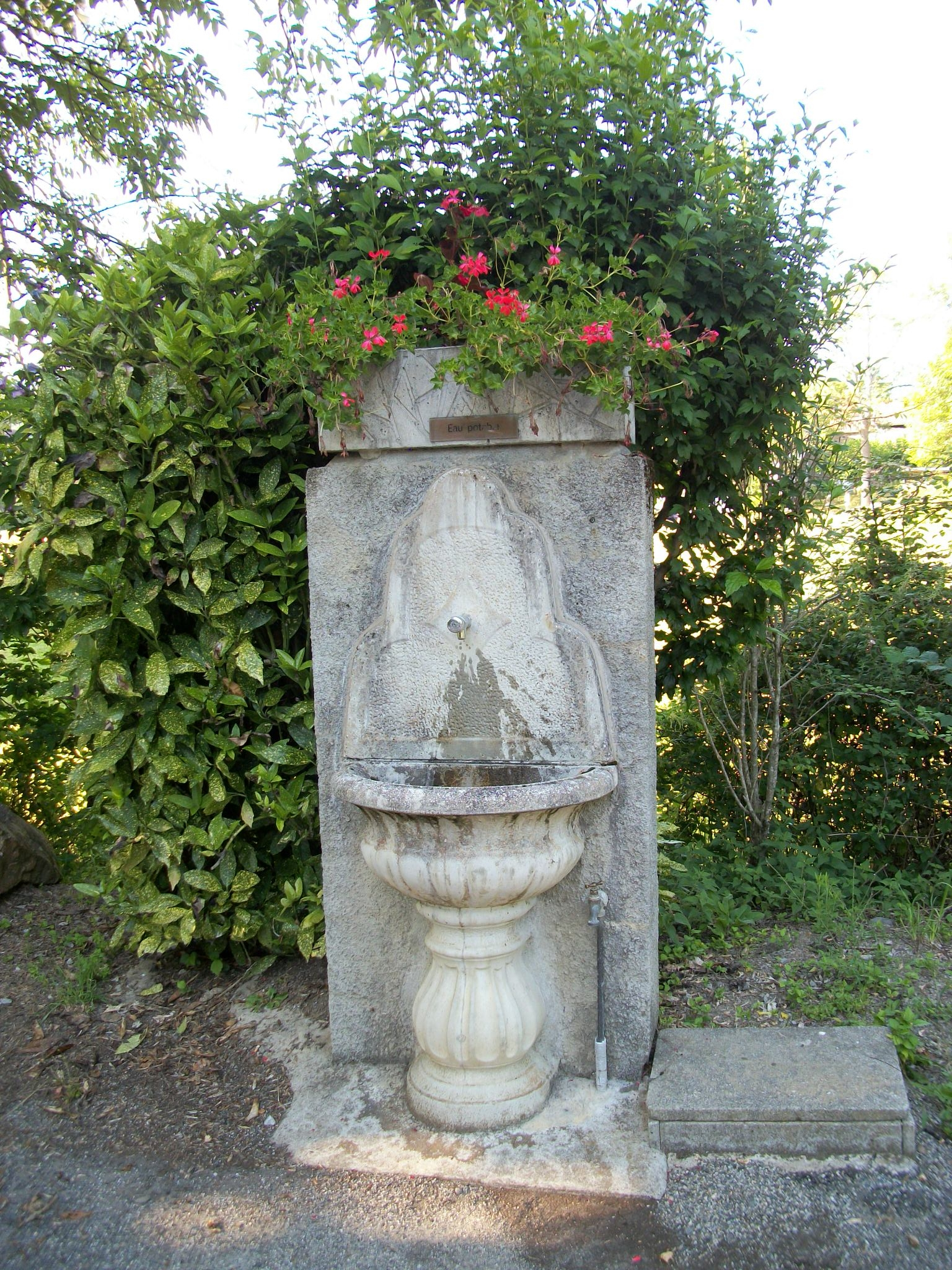
Brunnen